# Temporada 2021 de Fórmula 1
La temporada 2021 de Fórmula 1 fou la 72a temporada del Campionat Mundial de Fórmula 1 de la història. L'organitza la Federació Internacional de l'Automòbil (FIA).

## Escuderies i pilots
Participants de la temporada 2021 que han estat confirmats oficialment. Els noms de les escuderies formen part de la llista provisional de inscrits de la FIA.
| Escuderia                               | Constructor  | Xassís | Motor                          | Neu. | Pilots | Pilots             | Pilots | Pilots      | Pilots                            |
| Escuderia                               | Constructor  | Xassís | Motor                          | Neu. | No.    | Nom de pilot       | Sigles | Rondes      | P. de Proves                      |
| --------------------------------------- | ------------ | ------ | ------------------------------ | ---- | ------ | ------------------ | ------ | ----------- | --------------------------------- |
| Mercedes-AMG Petronas Formula One Team  | Mercedes     | W12    | Mercedes-AMG M12 E Performance | P    | 44     | Lewis Hamilton     | HAM    | Totes       | Nyck de Vries · Stoffel Vandoorne |
| Mercedes-AMG Petronas Formula One Team  | Mercedes     | W12    | Mercedes-AMG M12 E Performance | P    | 77     | Valtteri Bottas    | BOT    | Totes       | Nyck de Vries · Stoffel Vandoorne |
| Red Bull Racing Honda                   | Red Bull     | RB16B  | Honda RA621H                   | P    | 11     | Sergio Pérez       | PER    | Totes       | Alexander Albon                   |
| Red Bull Racing Honda                   | Red Bull     | RB16B  | Honda RA621H                   | P    | 33     | Max Verstappen     | VER    | Totes       | Alexander Albon                   |
| McLaren F1 Team                         | McLaren      | MCL35M | Mercedes-AMG M12 E Performance | P    | 3      | Daniel Ricciardo   | RIC    | Totes       |                                   |
| McLaren F1 Team                         | McLaren      | MCL35M | Mercedes-AMG M12 E Performance | P    | 4      | Lando Norris       | NOR    | Totes       |                                   |
| Aston Martin Cognizant Formula One Team | Aston Martin | AMR21  | Mercedes-AMG M12 E Performance | P    | 5      | Sebastian Vettel   | VET    | Totes       | Nico Hülkenberg                   |
| Aston Martin Cognizant Formula One Team | Aston Martin | AMR21  | Mercedes-AMG M12 E Performance | P    | 18     | Lance Stroll       | STR    | Totes       | Nico Hülkenberg                   |
| Alpine F1 Team                          | Alpine       | A521   | Renault E-Tech 20B             | P    | 14     | Fernando Alonso    | ALO    | Totes       | Guanyu Zhou · Daniïl Kviat        |
| Alpine F1 Team                          | Alpine       | A521   | Renault E-Tech 20B             | P    | 31     | Esteban Ocon       | OCO    | Totes       | Guanyu Zhou · Daniïl Kviat        |
| Scuderia Ferrari Mission Winnow         | Ferrari      | SF21   | Ferrari 065/6                  | P    | 16     | Charles Leclerc    | LEC    | Totes       | Callum Ilott                      |
| Scuderia Ferrari Mission Winnow         | Ferrari      | SF21   | Ferrari 065/6                  | P    | 55     | Carlos Sainz Jr.   | SAI    | Totes       | Callum Ilott                      |
| Scuderia AlphaTauri Honda               | AlphaTauri   | AT02   | Honda RA621H                   | P    | 10     | Pierre Gasly       | GAS    | Totes       |                                   |
| Scuderia AlphaTauri Honda               | AlphaTauri   | AT02   | Honda RA621H                   | P    | 22     | Yuki Tsunoda       | TSU    | Totes       |                                   |
| Alfa Romeo Racing ORLEN                 | Alfa Romeo   | C41    | Ferrari 065/6                  | P    | 7      | Kimi Räikkönen     | RAI    | 1-12, 15-22 | Robert Kubica                     |
| Alfa Romeo Racing ORLEN                 | Alfa Romeo   | C41    | Ferrari 065/6                  | P    | 88     | Robert Kubica      | KUB    | 13-14       | Robert Kubica                     |
| Alfa Romeo Racing ORLEN                 | Alfa Romeo   | C41    | Ferrari 065/6                  | P    | 99     | Antonio Giovinazzi | GIO    | Totes       | Robert Kubica                     |
| Uralkali Haas F1 Team                   | Haas         | VF-21  | Ferrari 065/6                  | P    | 9      | Nikita Mazepin     | MAZ    | Totes       | Pietro Fittipaldi                 |
| Uralkali Haas F1 Team                   | Haas         | VF-21  | Ferrari 065/6                  | P    | 47     | Mick Schumacher    | MSC    | Totes       | Pietro Fittipaldi                 |
| Williams Racing                         | Williams     | FW43B  | Mercedes-AMG M12 E Performance | P    | 6      | Nicholas Latifi    | LAT    | Totes       | Roy Nissany · Jack Aitken         |
| Williams Racing                         | Williams     | FW43B  | Mercedes-AMG M12 E Performance | P    | 63     | George Russell     | RUS    | Totes       | Roy Nissany · Jack Aitken         |

## Canvis

### Canvis de Grans Premis
- És una temporada rècord per la quantitat de curses, fins a 23. Se afegeix al calendari el Gran Premi de l'Aràbia Saudita que es disputarà en un circuit urbà a la ciutat de Jiddah.[2]
- El Gran Premi de Vietnam que anava a debutar aquesta temporada, ja que a l'anterior fou cancel·lat per la pandèmia de COVID-19, es va suspendre per motius polítics.[3]
- Degut a la situació del COVID-19, el Gran Premi d'Austràlia va ser endarrerit del març al novembre, entre els Grans Premis del Brasil i l'Aràbia Saudita. Tanmateix, el Gran Premi del Brasil es disputarà una setmana abans del que era previst i els de l'Aràbia Saudita i Abu Dhabi una setmana després.
- El Gran Premi de la Xina va ser posposat sense data degut a la situació pandèmica al país, permetent al Gran Premi de l'Emília-Romanya aparèixer al calendari del 2021, sent la segona cita del campionat.
- Degut a l'aplaçament del Gran Premi d'Austràlia, el Gran Premi de Bahrain serà la primera cita del calendari, obrint una temporada de Fórmula 1 per primera vegada des de la temporada 2010.
- EL Gran Premi del Canadà cau del calendari degut a la situació de la pandèmia al país, deixant-li el seu lloc al calendari al circuit de Istanbul Park per acollir el Gran Premi de Turquia.

### Canvis de pilots
- Sebastian Vettel va deixar Ferrari a l'acabar la temporada 2020. Carlos Sainz és qui el substituirà.[4] Per la seva part, l'alemany va ser fixat per Aston Martin en el lloc de Sergio Pérez.[5]
- Daniel Ricciardo va marxar de Renault per a ocupar el seient que va deixar llibre Carlos Sainz Jr. a McLaren.[6]
- Fernando Alonso torna a la Fórmula 1 després d'haver corregut per última vegada el 2018, ocupant el monoplaça que Daniel Ricciardo va deixar lliure. Torna a Alpine amb la que va competir durant sis temporades a la dècada del 2000 (llavors amb el nom de Renault),[7][8]guanyant dos mundials (2005 i 2006).
- Sergio Pérez deixà l'escuderia Racing Point a l'acabar la temporada 2020 i reemplaça a Alexander Albon en el segon seient de Red Bull.[9] El pilot tailandès segueix a l'equip amb la funció de reserva.[10]
- Romain Grosjean i Kevin Magnussen van deixar Haas a l'acabar la temporada 2020.[11] En els seus llocs a l'escuderia estatunidenca els ocupen dos debutants absoluts, el rus Nikita Mazepin[12] i l'alemany Mick Schumacher, amdos procedents del Campionat de Fórmula 2 de la FIA.[13] Mazepin correrà ambo la bandera RAF (sigles de la Federació Russa de l'Automòbil) per la prohibició del Tribunal d'Arbitratge Esportiu als esportistes russos després del cas de dopatge el 2014.[14]
- Daniil Kvyat deixa AlphaTauri a l'acabar la temporada 2020. El seu seient l'ocupa Yuki Tsunoda, tercer a la Fórmula 2 del 2020 i debutant a la F1.[15] Por la seva part, Kvyat se uneix a Alpine per ser pilot de reserva.[16]

### Canvis de motors
- McLaren torna a tenir els motors subministrats per Mercedes, després de tenir-los de Renault.

### Canvis d'escuderies
- Mitjançant una associació amb Racing Point, Aston Martin torna a la categoria després d'haver participat per última vegada el 1960. L'acord comercial entre Aston Martin i Red Bull Racing finalitzarà el 2021 després de tres anys d'existència.[17]
- Renault passa a competir amb el nom d'Alpine F1 Team, dins del pla del director general del grup Renault de potenciar la marca francesa.[18]
- Aston Martín va afegir a la multinacional estatunidenca consultora de tecnologia Cognizant com a principal patrocinador i es passa a dir-se «Aston Martin Cognizant Formula One Team».[19]
- Haas va confirmar que l'empresa russa de fertilitzants Uralkali, serà el principal patrocinador de l'equip, modificant el seu nom com a «Uralkali Haas F1 Team».[20]

### Canvis financers
- Introducció de límit pressupostari de 145 milions de dòlars per any.[21][22] No inclou el pressupost de màrqueting, els salaris dels pilots ni els salaris dels tres principals executius de l'equip, així com les despeses vinculades al desenvolupament de les unitats de potència.

### Canvis tècnics
- El gran canvi a la reglamentació dels monoplaces programat pel 2021 fou enrederida per a la temporada 2022, degut a les dificultats que van patir els equips en el desenvolupament dels nous monoplaces per la pandèmia de COVID-19.[23]
- Els equips estaran limitats pel que fa als components que es poden modificar en respecte al 2020. Tot i això, la FIA exigirà alguns canvis a la part inferior del cotxe, el difusor i en alguns alerons amb la finalitat de reduir els nivells de carga aerodinàmica per ajudar a Pirelli (que seguirà subministrant els mateixos neumàtics que el 2019 i 2020).[24] A més, els equips també podran sol·licitar una petició especial per fer canvis mitjançant un sistema de "tokens".[25][26]
- El pes mínim dels monoplaces amantarà fins als 749 kg (3 kg més que l'any passat).[27]
- El sistema DAS desenvolupat per Mercedes el 2020, que permetia al conductor ajustar les rodes davanteres per optimitzar l'adherència mecànica tirant la direcció, està prohibit a partir de 2021.[28]

### Canvis esportius
- Els equips hauran de permetre que un pilot que hagi participat en menys de dos Grans Premis reemplaci a un dels seus pilots titulars en dues sessions d'entrenaments lliures del divendres durant el transcurs de la temporada.[29]
- Després de l'error de neumàtics de Mercedes durant el Gran Premi de Sakhir del 2020, on George Russell va rebre els neumàtics davanters assignats a Valtteri Bottas durant una parada a boxes, la FIA ha canviat les normes sobre l'ús de neumàtics: aquells pilots que utilitzen compostos mixtos o que utilitzin compostos assignats a un altre pilot en els seus cotxes se'ls permetrà completar dues voltes abans que el pilot entri a boxes per corregir l'error i així no incorri en una penalització. Sota les normes anteriors, els pilots podien ser desqualificats en el moment que es produís aquell error.[30]
- El límit de temps de carrera per aquelles carreres on es mostri alguna bandera vermella es reduirà de 4 hores a 3 hores.[31]

### Canvis a l'estructura del cap de setmana
- Els esdeveniments relacionats amb els mitjans de comunicació que venien duent-se a terme els dijous, es traslladaran el divendres al matí, fent que es redueixin els temps entre les activitats del divendres.[32]
- Els monoplaces passaran a parc fermé després del final dels tercers entrenaments lliures enlloc de la classificació, fet que restringeix encara més a equips i pilots la realització de canvis importants en las configuracions abans de la carrera.[32]
- Els primers i segons entrenaments lliures seguiran realitzant-se els divendres, però passaran a tenir una duració d'1 hora (enlloc d'1 hora i 30 minuts com en anteriors temporades), a més el temps entre ambdós serà com a mínim de dues hores i mitja.[33]
- La W Series (competició femenina) se suma a la llista de sèries amb carreres de recolzament amb la Fórmula 2, Fórmula 3 i la Porsche Supercup.
- Aquest any Mercedes-AMG ja no serà el proveïdor exclusiu del safety car i del medical car ja que es va arribar en un acord amb Aston Martin per a que els dos subministrin els automòbils per mitja temporada cada un.[34]

## Calendari de presentacions
El calendari de presentacions per a la temporada 2021 serà el següent:
| Escuderia    | Xassís | Data         | Lloc     |
| ------------ | ------ | ------------ | -------- |
| McLaren      | MCL35M | 15 de febrer | Woking   |
| AlphaTauri   | AT02   | 19 de febrer | En línia |
| Alfa Romeo   | C41    | 22 de febrer | Varsovia |
| Red Bull     | RB16B  | 23 de febrer | En línia |
| Mercedes     | W12    | 2 de març    | En línia |
| Alpine       | A521   | 2 de març    | En línia |
| Aston Martin | AMR21  | 3 de març    | En línia |
| Haas         | VF-21  | 4 de març    | En línia |
| Williams     | FW43B  | 5 de març    | En línia |
| Ferrari      | SF21   | 10 de març   | En línia |

## Pretemporada
A l'inici les proves de pretemporada s'anaven a disputar del 2 al 4 de març de 2021 al Circuit de Barcelona-Catalunya; tot i això, després de l'aplaçament del Gran Premi d'Austràlia, Bahrain va passar a ser la primera carrera de la temporada i per això els equips van fixar la pretemporada en aquell mateix circuit del 12 al 14 de març de 2021 amb la finalitat d'estalvar costos.
| Circuit                                             | Mapa del circuit | Resultats  | Resultats | Resultats       | Resultats | Resultats | Resultats    | Resultats | Resultats |
| --------------------------------------------------- | ---------------- | ---------- | --------- | --------------- | --------- | --------- | ------------ | --------- | --------- |
| Circuit Internacional de Bahrain Longitud: 5,412 km |                  | Data       | Data      | Núm             | Pilot     | Escuderia | Millor temps | Neu.      | Voltes    |
| Circuit Internacional de Bahrain Longitud: 5,412 km | Dia 1            | 12 de març | 33        | Max Verstappen  | Red Bull  | 1:30.674  | M            | 139       |           |
| Circuit Internacional de Bahrain Longitud: 5,412 km | Dia 2            | 13 de març | 77        | Valtteri Bottas | Mercedes  | 1.30.289  | S            | 58        |           |
| Circuit Internacional de Bahrain Longitud: 5,412 km | Dia 3            | 14 de març | 33        | Max Verstappen  | Red Bull  | 1:28.960  | S            | 64        |           |

## Calendari
El calendari provisional de 23 carreres es va publicar el novembre de 2020 i un mes més tard fuou aprovat. Començarà el cap de setmana del 28 de març a Bahrain i finalitzarà el 12 de desembre a Abu Dhabi. La principal novetat és la incorporació del GP de l'Aràbia Saudita que es disputarà a Jiddah com a penúltima cursa de la temporada, a mes de la tornada del GP de los Països Baixos que va ser postergada per la pandèmia de COVID-19 el 2020.
La primera edició del GP del Vietnam, que fou cancel·lada el 2020 per la pandèmia, i no es durà a terme el 2021.
A partir d'aquest any el Gran Premi del Brasil passarà a dir-se «Gran Premi de São Paulo».
El 12 de gener de 2021 es va anunciar el canvi de data del Gran Premi de São Paulo per al 7 de novembre i el Gran Premi d'Austràlia per al dia 21 del mateix mes, després d'un acord amb les autoritats locals degut a la situació de COVID-19 en el país oceànic. Per la seva part va ser anunciada la incorporació del Gran Premi de l'Emília-Romanya al calendari i l'aplaçament del Gran Premi de la Xina per segona vegada sense data definida.
El 5 de març de 2021 es var confirmar la incorporació del Gran Premi de Portugal par ocupar la 3a data del calendari, a disputar-se el 2 de maig.
El 28 d'Abril es va confirmar la caiguda del Gran Premi del Canadà, després de diverses setmanes de rumors sobre una possible cancel·lació degut a la situació del Coronavirus al país nord-americà. Istanbul Park entra al calendari com a substitut d'emergència i acollirà el Gran Premi de Turquia.
EL Circuit de Silverstone veurà néixer el format de curses classificatòries, després que aquestes hagin sigut accpetades per tots els equips. Aquest nou format de classificació es durà a terme en 2 Grans Premis més. Itàlia i Brasil són els millors candidats per acollir l'esmentat sistema classificatori de curses sprint.

Els països que acullen un Gran Premi estan acolorits de verd, amb la localització del circuit assenyalada amb un punt negre; els països que han acollit un Gran Premi alguna vegada estan acolorits de gris fosc.

| Ronda                | Gran Premi                     | Circuit                                      | Data           |
| -------------------- | ------------------------------ | -------------------------------------------- | -------------- |
| 1                    | Gran Premi de Bahrain          | Circuit de Bahrain, Sakhir                   | 28 de març     |
| 2                    | Gran Premi de l'Emília-Romanya | Circuit d'Enzo i Dino Ferrari, Imola         | 18 de abril    |
| 3                    | Gran Premi de Portugal         | Autódromo Internacional do Algarve, Portimão | 2 de maig      |
| 4                    | Gran Premi d'Espanya           | Circuit de Barcelona-Catalunya, Montmeló     | 9 de maig      |
| 5                    | Gran Premi de Mònaco           | Circuit de Mònaco, Montecarlo                | 23 de maig     |
| 6                    | Gran Premi de l'Azerbaidjan    | Circuit urbà de Bakú, Bakú                   | 6 de juny      |
| 7                    | Gran Premi de França           | Circuit Paul Ricard, Lo Castelet             | 18 de juny     |
| 8                    | Gran Premi d'Estíria           | Red Bull Ring, Spielberg                     | 27 de juny     |
| 9                    | Gran Premi d'Àustria           | Red Bull Ring, Spielberg                     | 4 de juliol    |
| 10                   | Gran Premi de la Gran Bretanya | Circuit de Silverstone, Silverstone          | 18 de juliol   |
| 11                   | Gran Premi d'Hongria           | Hungaroring, Mogyoród                        | 1 d'agost      |
| 12                   | Gran Premi de Bèlgica          | Circuit de Spa-Francorchamps, Spa            | 29 de agost    |
| 13                   | Gran Premi dels Països Baixos  | Circuit de Zandvoort, Zandvoort              | 5 de setembre  |
| 14                   | Gran Premi d'Itàlia            | Autodromo Nazionale di Monza, Monza          | 12 de setembre |
| 15                   | Gran Premi de Rússia           | Circuit urbà de Sotxi, Sotxi                 | 26 de setembre |
| 16                   | Gran Premi de Turquia          | Circuit d'Istanbul Park, Istanbul            | 10 d'octubre   |
| 17                   | Gran Premi dels Estats Units   | Circuit de les Amèriques, Austin             | 24 d'octubre   |
| 18                   | Gran Premi de Mèxic            | Autòdrom Hermanos Rodríguez, Ciutat de Mèxic | 7 de novembre  |
| 19                   | Gran Premi de São Paulo        | Circuit d'Interlagos, São Paulo              | 14 de novembre |
| 20                   | A definir                      |                                              | 21 de novembre |
| 21                   | Gran Premi de l'Aràbia Saudita | Circuit urbà de Jiddah, Jiddah               | 5 de desembre  |
| 22                   | Gran Premi d'Abu Dhabi         | Circuit Yas Marina, Abu Dhabi                | 12 de desembre |
| Carreres posposades  |                                |                                              |                |
|                      | Gran Premi de la Xina          | Circuit Internacional de Xangai, Xangai      | Per anunciar   |
| Carreres cancel·lats |                                |                                              |                |
|                      | Gran Premi del Canadà          | Circuit Gilles Villeneuve, Mont-real         |                |
|                      | Gran Premi de Singapur         | Circuit urbà de Marina Bay, Singapur         |                |
|                      | Gran Premi d'Austràlia         | Circuit d'Albert Park, Melbourne             |                |
|                      | Gran Premi del Japó            | Circuito de Suzuka, Suzuka                   |                |
| Font:                |                                |                                              |                |

## Pneumàtics
| Nom del compost | Color | Banda de rodament | Condicions de circulació | Adherència | Durabilitat |
| --------------- | ----- | ----------------- | ------------------------ | ---------- | ----------- |
| Dur             | H     | Llis              | Sec                      | Baixa      | Alta        |
| Mitjà           | M     | Llis              | Sec                      | Mitjana    | Mitjana     |
| Tou             | S     | Llis              | Sec                      | Alta       | Baixa       |
| Intermedi       | I     | Canals            | Moll                     |            |             |
| De pluja        | W     | Canals            | Moll                     |            |             |

| Identificador | Adherència   | Durabilitat  |
| ------------- | ------------ | ------------ |
| C1            | La més baixa | La més alta  |
| C2            | Baixa        | Alta         |
| C3            | Mitja        | Mitja        |
| C4            | Alta         | Baixa        |
| C5            | La més alta  | La més baixa |

### Pneumàtics de sec per carrera
| Compost | BHR | EMI | POR | ESP | MON | AZE | FRA | EST | AUT | GBR | HUN | BEL | PBA | ITA | RUS | TUR | EUA | MEX | SÃO | QAT | ABS | ABU |
| ------- | --- | --- | --- | --- | --- | --- | --- | --- | --- | --- | --- | --- | --- | --- | --- | --- | --- | --- | --- | --- | --- | --- |
| Dur     | C2  | C2  | C1  | C1  | C3  | C3  | C2  | C2  | C2  | C1  | C2  | C2  | C1  | C2  | C3  | C3  | C2  | C2  | C2  | C1  | C2  | C3  |
| Mitjà   | C3  | C3  | C2  | C2  | C4  | C4  | C3  | C3  | C3  | C2  | C3  | C3  | C2  | C3  | C4  | C4  | C3  | C3  | C3  | C2  | C3  | C4  |
| Tou     | C4  | C4  | C3  | C3  | C5  | C5  | C4  | C4  | C4  | C3  | C4  | C4  | C3  | C4  | C5  | C5  | C4  | C4  | C4  | C3  | C4  | C5  |

Font: Pirelli i Motor.es

## Resultats per Gran Premi
| Ronda | Data                          | Gran Premi | Mapa del circuit     | Resultats                  | Resultats       | Resultats                  | Resultats        |
| ----- | ----------------------------- | --- | -------------------- | -------------------------- | --------------- | -------------------------- | ---------------- |
| 1     | 26, 27 i 28 de març           | Gran Premi de Bahrain · Circuit Internacional de Bahrain · Longitud: 5,412 km · Voltes: 57 · Distància de la cursa: 308,238 km · Guanyador 2020: · Lewis Hamilton - Mercedes       |                      | Lliures 1                  | Max Verstappen  | Guanyador                  | Lewis Hamilton   |
| 1     | 26, 27 i 28 de març           | Gran Premi de Bahrain · Circuit Internacional de Bahrain · Longitud: 5,412 km · Voltes: 57 · Distància de la cursa: 308,238 km · Guanyador 2020: · Lewis Hamilton - Mercedes       | Lliures 2            | Max Verstappen             | 2n lloc         | Max Verstappen             |                  |
| 1     | 26, 27 i 28 de març           | Gran Premi de Bahrain · Circuit Internacional de Bahrain · Longitud: 5,412 km · Voltes: 57 · Distància de la cursa: 308,238 km · Guanyador 2020: · Lewis Hamilton - Mercedes       | Lliures 3            | Max Verstappen             | 3r lloc         | Valtteri Bottas            |                  |
| 1     | 26, 27 i 28 de març           | Gran Premi de Bahrain · Circuit Internacional de Bahrain · Longitud: 5,412 km · Voltes: 57 · Distància de la cursa: 308,238 km · Guanyador 2020: · Lewis Hamilton - Mercedes       | Pole position        | Max Verstappen (1:28.997)  | Volta ràpida    | Valtteri Bottas (1:32.090) |                  |
| 1     | 26, 27 i 28 de març           | Gran Premi de Bahrain · Circuit Internacional de Bahrain · Longitud: 5,412 km · Voltes: 57 · Distància de la cursa: 308,238 km · Guanyador 2020: · Lewis Hamilton - Mercedes       | Resultats complets   |                            |                 |                            |                  |
| 2     | 16, 17 i 18 d'abril           | Gran Premi de l'Emília-Romanya · Autodromo Enzo e Dino Ferrari · Longitud: 4,909 km · Voltes: 63 · Distància de la cursa: 309,049 km · Guanyador 2020: · Lewis Hamilton - Mercedes |                      | Lliures 1                  | Valtteri Bottas | Guanyador                  | Max Verstappen   |
| 2     | 16, 17 i 18 d'abril           | Gran Premi de l'Emília-Romanya · Autodromo Enzo e Dino Ferrari · Longitud: 4,909 km · Voltes: 63 · Distància de la cursa: 309,049 km · Guanyador 2020: · Lewis Hamilton - Mercedes | Lliures 2            | Valtteri Bottas            | 2n lloc         | Lewis Hamilton             |                  |
| 2     | 16, 17 i 18 d'abril           | Gran Premi de l'Emília-Romanya · Autodromo Enzo e Dino Ferrari · Longitud: 4,909 km · Voltes: 63 · Distància de la cursa: 309,049 km · Guanyador 2020: · Lewis Hamilton - Mercedes | Lliures 3            | Max Verstappen             | 3r lloc         | Lando Norris               |                  |
| 2     | 16, 17 i 18 d'abril           | Gran Premi de l'Emília-Romanya · Autodromo Enzo e Dino Ferrari · Longitud: 4,909 km · Voltes: 63 · Distància de la cursa: 309,049 km · Guanyador 2020: · Lewis Hamilton - Mercedes | Pole position        | Lewis Hamilton (1:14.411)  | Volta ràpida    | Lewis Hamilton (1:16.702)  |                  |
| 2     | 16, 17 i 18 d'abril           | Gran Premi de l'Emília-Romanya · Autodromo Enzo e Dino Ferrari · Longitud: 4,909 km · Voltes: 63 · Distància de la cursa: 309,049 km · Guanyador 2020: · Lewis Hamilton - Mercedes | Resultats complets   |                            |                 |                            |                  |
| 3     | 30 d'abril, 1 i 2 de maig     | Gran Premi de Portugal · Autódromo Internacional do Algarve · Longitud: 4,653 km · Voltes: 66 · Distància de la cursa: 306,826 km · Guanyador 2020: · Lewis Hamilton - Mercedes    |                      | Lliures 1                  | Valtteri Bottas | Guanyador                  | Lewis Hamilton   |
| 3     | 30 d'abril, 1 i 2 de maig     | Gran Premi de Portugal · Autódromo Internacional do Algarve · Longitud: 4,653 km · Voltes: 66 · Distància de la cursa: 306,826 km · Guanyador 2020: · Lewis Hamilton - Mercedes    | Lliures 2            | Lewis Hamilton             | 2n lloc         | Max Verstappen             |                  |
| 3     | 30 d'abril, 1 i 2 de maig     | Gran Premi de Portugal · Autódromo Internacional do Algarve · Longitud: 4,653 km · Voltes: 66 · Distància de la cursa: 306,826 km · Guanyador 2020: · Lewis Hamilton - Mercedes    | Lliures 3            | Max Verstappen             | 3r lloc         | Valtteri Bottas            |                  |
| 3     | 30 d'abril, 1 i 2 de maig     | Gran Premi de Portugal · Autódromo Internacional do Algarve · Longitud: 4,653 km · Voltes: 66 · Distància de la cursa: 306,826 km · Guanyador 2020: · Lewis Hamilton - Mercedes    | Pole position        | Valtteri Bottas            | Volta ràpida    | Valtteri Bottas            |                  |
| 3     | 30 d'abril, 1 i 2 de maig     | Gran Premi de Portugal · Autódromo Internacional do Algarve · Longitud: 4,653 km · Voltes: 66 · Distància de la cursa: 306,826 km · Guanyador 2020: · Lewis Hamilton - Mercedes    | Resultats complets   |                            |                 |                            |                  |
| 4     | 7, 8 i 9 de maig              | Gran Premi d'Espanya · Circuit de Barcelona-Catalunya · Longitud: 4,675 km · Voltes: 66 · Distància de la cursa: 308,424 km · Guanyador 2020: · Lewis Hamilton - Mercedes          |                      | Lliures 1                  | Valtteri Bottas | Guanyador                  | Lewis Hamilton   |
| 4     | 7, 8 i 9 de maig              | Gran Premi d'Espanya · Circuit de Barcelona-Catalunya · Longitud: 4,675 km · Voltes: 66 · Distància de la cursa: 308,424 km · Guanyador 2020: · Lewis Hamilton - Mercedes          | Lliures 2            | Lewis Hamilton             | 2n lloc         | Max Verstappen             |                  |
| 4     | 7, 8 i 9 de maig              | Gran Premi d'Espanya · Circuit de Barcelona-Catalunya · Longitud: 4,675 km · Voltes: 66 · Distància de la cursa: 308,424 km · Guanyador 2020: · Lewis Hamilton - Mercedes          | Lliures 3            | Max Verstappen             | 3r lloc         | Valtteri Bottas            |                  |
| 4     | 7, 8 i 9 de maig              | Gran Premi d'Espanya · Circuit de Barcelona-Catalunya · Longitud: 4,675 km · Voltes: 66 · Distància de la cursa: 308,424 km · Guanyador 2020: · Lewis Hamilton - Mercedes          | Pole position        | Lewis Hamilton (1:16.741)  | Volta ràpida    | Max Verstappen (1:18:149)  |                  |
| 4     | 7, 8 i 9 de maig              | Gran Premi d'Espanya · Circuit de Barcelona-Catalunya · Longitud: 4,675 km · Voltes: 66 · Distància de la cursa: 308,424 km · Guanyador 2020: · Lewis Hamilton - Mercedes          | Resultats complets   |                            |                 |                            |                  |
| 5     | 20, 22 i 23 de maig           | Gran Premi de Mònaco Circuit de Mònaco Longitud: 3,337 km Voltes: 78 Distància de la cursa: 260,286 km Guanyador 2020: No va ser disputat                                          |                      | Lliures 1                  | Sergio Pérez    | Guanyador                  | Max Verstappen   |
| 5     | 20, 22 i 23 de maig           | Gran Premi de Mònaco Circuit de Mònaco Longitud: 3,337 km Voltes: 78 Distància de la cursa: 260,286 km Guanyador 2020: No va ser disputat                                          | Lliures 2            | Charles Leclerc            | 2n lloc         | Carlos Sainz Jr.           |                  |
| 5     | 20, 22 i 23 de maig           | Gran Premi de Mònaco Circuit de Mònaco Longitud: 3,337 km Voltes: 78 Distància de la cursa: 260,286 km Guanyador 2020: No va ser disputat                                          | Lliures 3            | Max Verstappen             | 3r lloc         | Lando Norris               |                  |
| 5     | 20, 22 i 23 de maig           | Gran Premi de Mònaco Circuit de Mònaco Longitud: 3,337 km Voltes: 78 Distància de la cursa: 260,286 km Guanyador 2020: No va ser disputat                                          | Pole position        | Charles Leclerc (1:10:346) | Volta ràpida    | Lewis Hamilton (1:12.909)  |                  |
| 5     | 20, 22 i 23 de maig           | Gran Premi de Mònaco Circuit de Mònaco Longitud: 3,337 km Voltes: 78 Distància de la cursa: 260,286 km Guanyador 2020: No va ser disputat                                          | Resultats complets   |                            |                 |                            |                  |
| 6     | 4, 5 i 6 de juny              | Gran Premi de l'Azerbaidjan · Circuit urbà de Bakú · Longitud: 6,003 km · Voltes: 51 · Distància de la cursa: 306,049 km · Guanyador 2020: · No va ser disputat                    |                      | Lliures 1                  | Max Verstappen  | Guanyador                  | Sergio Pérez     |
| 6     | 4, 5 i 6 de juny              | Gran Premi de l'Azerbaidjan · Circuit urbà de Bakú · Longitud: 6,003 km · Voltes: 51 · Distància de la cursa: 306,049 km · Guanyador 2020: · No va ser disputat                    | Lliures 2            | Sergio Pérez               | 2n lloc         | Sebastian Vettel           |                  |
| 6     | 4, 5 i 6 de juny              | Gran Premi de l'Azerbaidjan · Circuit urbà de Bakú · Longitud: 6,003 km · Voltes: 51 · Distància de la cursa: 306,049 km · Guanyador 2020: · No va ser disputat                    | Lliures 3            | Pierre Gasly               | 3r lloc         | Pierre Gasly               |                  |
| 6     | 4, 5 i 6 de juny              | Gran Premi de l'Azerbaidjan · Circuit urbà de Bakú · Longitud: 6,003 km · Voltes: 51 · Distància de la cursa: 306,049 km · Guanyador 2020: · No va ser disputat                    | Pole position        | Charles Leclerc (1:41:218) | Volta ràpida    | Max Verstappen (1:44:481)  |                  |
| 6     | 4, 5 i 6 de juny              | Gran Premi de l'Azerbaidjan · Circuit urbà de Bakú · Longitud: 6,003 km · Voltes: 51 · Distància de la cursa: 306,049 km · Guanyador 2020: · No va ser disputat                    | Resultats complets   |                            |                 |                            |                  |
| 7     | 18, 19 i 20 de juny           | Gran Premi de França · Circuit Paul Ricard · Longitud: 5,842 km · Voltes: 53 · Distància de la cursa: 309,690 km · Guanyador 2020: · No va ser disputat                            |                      | Lliures 1                  | Valtteri Bottas | Guanyador                  | Max Verstappen   |
| 7     | 18, 19 i 20 de juny           | Gran Premi de França · Circuit Paul Ricard · Longitud: 5,842 km · Voltes: 53 · Distància de la cursa: 309,690 km · Guanyador 2020: · No va ser disputat                            | Lliures 2            | Max Verstappen             | 2n lloc         | Lewis Hamilton             |                  |
| 7     | 18, 19 i 20 de juny           | Gran Premi de França · Circuit Paul Ricard · Longitud: 5,842 km · Voltes: 53 · Distància de la cursa: 309,690 km · Guanyador 2020: · No va ser disputat                            | Lliures 3            | Max Verstappen             | 3r lloc         | Sergio Pérez               |                  |
| 7     | 18, 19 i 20 de juny           | Gran Premi de França · Circuit Paul Ricard · Longitud: 5,842 km · Voltes: 53 · Distància de la cursa: 309,690 km · Guanyador 2020: · No va ser disputat                            | Pole position        | Max Verstappen (1:29:990)  | Volta ràpida    | Max Verstappen (1:36:404)  |                  |
| 7     | 18, 19 i 20 de juny           | Gran Premi de França · Circuit Paul Ricard · Longitud: 5,842 km · Voltes: 53 · Distància de la cursa: 309,690 km · Guanyador 2020: · No va ser disputat                            | Resultats complets   |                            |                 |                            |                  |
| 8     | 25, 26 i 27 de juny           | Gran Premi d'Estíria · Red Bull Ring · Longitud: 4,318 km · Voltes: 71 · Distància de la cursa: 306,452 km · Guanyador 2020: · Lewis Hamilton - Mercedes                           |                      | Lliures 1                  | Max Verstappen  | Guanyador                  | Max Verstappen   |
| 8     | 25, 26 i 27 de juny           | Gran Premi d'Estíria · Red Bull Ring · Longitud: 4,318 km · Voltes: 71 · Distància de la cursa: 306,452 km · Guanyador 2020: · Lewis Hamilton - Mercedes                           | Lliures 2            | Max Verstappen             | 2n lloc         | Lewis Hamilton             |                  |
| 8     | 25, 26 i 27 de juny           | Gran Premi d'Estíria · Red Bull Ring · Longitud: 4,318 km · Voltes: 71 · Distància de la cursa: 306,452 km · Guanyador 2020: · Lewis Hamilton - Mercedes                           | Lliures 3            | Lewis Hamilton             | 3r lloc         | Valtteri Bottas            |                  |
| 8     | 25, 26 i 27 de juny           | Gran Premi d'Estíria · Red Bull Ring · Longitud: 4,318 km · Voltes: 71 · Distància de la cursa: 306,452 km · Guanyador 2020: · Lewis Hamilton - Mercedes                           | Pole position        | Max Verstappen (1:03.841)  | Volta ràpida    | Lewis Hamilton (1:07.058)  |                  |
| 8     | 25, 26 i 27 de juny           | Gran Premi d'Estíria · Red Bull Ring · Longitud: 4,318 km · Voltes: 71 · Distància de la cursa: 306,452 km · Guanyador 2020: · Lewis Hamilton - Mercedes                           | Resultats complets   |                            |                 |                            |                  |
| 9     | 2, 3 i 4 de juliol            | Gran Premi d'Àustria · Red Bull Ring · Longitud: 4,318 km · Voltes: 71 · Distància de la cursa: 306,452 km · Guanyador 2020: · Valtteri Bottas - Mercedes                          |                      | Lliures 1                  | Max Verstappen  | Guanyador                  | Max Verstappen   |
| 9     | 2, 3 i 4 de juliol            | Gran Premi d'Àustria · Red Bull Ring · Longitud: 4,318 km · Voltes: 71 · Distància de la cursa: 306,452 km · Guanyador 2020: · Valtteri Bottas - Mercedes                          | Lliures 2            | Lewis Hamilton             | 2n lloc         | Valtteri Bottas            |                  |
| 9     | 2, 3 i 4 de juliol            | Gran Premi d'Àustria · Red Bull Ring · Longitud: 4,318 km · Voltes: 71 · Distància de la cursa: 306,452 km · Guanyador 2020: · Valtteri Bottas - Mercedes                          | Lliures 3            | Max Verstappen             | 3r lloc         | Lando Norris               |                  |
| 9     | 2, 3 i 4 de juliol            | Gran Premi d'Àustria · Red Bull Ring · Longitud: 4,318 km · Voltes: 71 · Distància de la cursa: 306,452 km · Guanyador 2020: · Valtteri Bottas - Mercedes                          | Pole position        | Max Verstappen (1:03.720)  | Volta ràpida    | Max Verstappen (1:06.200)  |                  |
| 9     | 2, 3 i 4 de juliol            | Gran Premi d'Àustria · Red Bull Ring · Longitud: 4,318 km · Voltes: 71 · Distància de la cursa: 306,452 km · Guanyador 2020: · Valtteri Bottas - Mercedes                          | Resultats complets   |                            |                 |                            |                  |
| 10    | 16, 17 i 18 de juliol         | Gran Premi de la Gran Bretanya · Circuito de Silverstone · Longitud: 5,891 km · Voltes: 52 · Distància de la cursa: 306,198 km · Guanyador 2020: · Lewis Hamilton - Mercedes       |                      | Lliures 1                  | Max Verstappen  | Guanyador                  | Lewis Hamilton   |
| 10    | 16, 17 i 18 de juliol         | Gran Premi de la Gran Bretanya · Circuito de Silverstone · Longitud: 5,891 km · Voltes: 52 · Distància de la cursa: 306,198 km · Guanyador 2020: · Lewis Hamilton - Mercedes       | Pole position Sprint | Lewis Hamilton             | 2n lloc         | Charles Leclerc            |                  |
| 10    | 16, 17 i 18 de juliol         | Gran Premi de la Gran Bretanya · Circuito de Silverstone · Longitud: 5,891 km · Voltes: 52 · Distància de la cursa: 306,198 km · Guanyador 2020: · Lewis Hamilton - Mercedes       | Lliures 2            | Max Verstappen             | 3r lloc         | Valtteri Bottas            |                  |
| 10    | 16, 17 i 18 de juliol         | Gran Premi de la Gran Bretanya · Circuito de Silverstone · Longitud: 5,891 km · Voltes: 52 · Distància de la cursa: 306,198 km · Guanyador 2020: · Lewis Hamilton - Mercedes       | Guanyador Sprint     | Max Verstappen             | Volta ràpida    | Sergio Pérez (1:28.617)    |                  |
| 10    | 16, 17 i 18 de juliol         | Gran Premi de la Gran Bretanya · Circuito de Silverstone · Longitud: 5,891 km · Voltes: 52 · Distància de la cursa: 306,198 km · Guanyador 2020: · Lewis Hamilton - Mercedes       | Resultats complets   |                            |                 |                            |                  |
| 11    | 30, 31 de juliol i 1 de agost | Gran Premi d'Hongria · Hungaroring · Longitud: 4,381 km · Voltes: 70 · Distància de la cursa: 306,630 km · Guanyador 2020: · Lewis Hamilton - Mercedes                             |                      | Lliures 1                  | Max Verstappen  | Guanyador                  | Esteban Ocon     |
| 11    | 30, 31 de juliol i 1 de agost | Gran Premi d'Hongria · Hungaroring · Longitud: 4,381 km · Voltes: 70 · Distància de la cursa: 306,630 km · Guanyador 2020: · Lewis Hamilton - Mercedes                             | Lliures 2            | Valtteri Bottas            | 2n lloc         | Lewis Hamilton             |                  |
| 11    | 30, 31 de juliol i 1 de agost | Gran Premi d'Hongria · Hungaroring · Longitud: 4,381 km · Voltes: 70 · Distància de la cursa: 306,630 km · Guanyador 2020: · Lewis Hamilton - Mercedes                             | Lliures 3            | Lewis Hamilton             | 3r lloc         | Carlos Sainz Jr.           |                  |
| 11    | 30, 31 de juliol i 1 de agost | Gran Premi d'Hongria · Hungaroring · Longitud: 4,381 km · Voltes: 70 · Distància de la cursa: 306,630 km · Guanyador 2020: · Lewis Hamilton - Mercedes                             | Pole position        | Lewis Hamilton (1:15.419)  | Volta ràpida    | Pierre Gasly (1:18:394)    |                  |
| 11    | 30, 31 de juliol i 1 de agost | Gran Premi d'Hongria · Hungaroring · Longitud: 4,381 km · Voltes: 70 · Distància de la cursa: 306,630 km · Guanyador 2020: · Lewis Hamilton - Mercedes                             | Resultats complets   |                            |                 |                            |                  |
| 12    | 27, 28 i 29 de agost          | Gran Premi de Bèlgica · Circuit de Spa-Francorchamps · Longitud: 7,004 km · Voltes: 44 · Distància de la cursa: 308,052 km · Guanyador 2020: · Lewis Hamilton - Mercedes           |                      | Lliures 1                  | Valtteri Bottas | Guanyador                  | Max Verstappen   |
| 12    | 27, 28 i 29 de agost          | Gran Premi de Bèlgica · Circuit de Spa-Francorchamps · Longitud: 7,004 km · Voltes: 44 · Distància de la cursa: 308,052 km · Guanyador 2020: · Lewis Hamilton - Mercedes           | Lliures 2            | Max Verstappen             | 2n lloc         | George Russell             |                  |
| 12    | 27, 28 i 29 de agost          | Gran Premi de Bèlgica · Circuit de Spa-Francorchamps · Longitud: 7,004 km · Voltes: 44 · Distància de la cursa: 308,052 km · Guanyador 2020: · Lewis Hamilton - Mercedes           | Lliures 3            | Max Verstappen             | 3r lloc         | Lewis Hamilton             |                  |
| 12    | 27, 28 i 29 de agost          | Gran Premi de Bèlgica · Circuit de Spa-Francorchamps · Longitud: 7,004 km · Voltes: 44 · Distància de la cursa: 308,052 km · Guanyador 2020: · Lewis Hamilton - Mercedes           | Pole position        | Max Verstappen (1:59.765)  | Volta ràpida    | No computada               |                  |
| 12    | 27, 28 i 29 de agost          | Gran Premi de Bèlgica · Circuit de Spa-Francorchamps · Longitud: 7,004 km · Voltes: 44 · Distància de la cursa: 308,052 km · Guanyador 2020: · Lewis Hamilton - Mercedes           | Resultats complets   |                            |                 |                            |                  |
| 13    | 3, 4 i 5 de setembre          | Gran Premi dels Països Baixos · Circuit de Zandvoort · Longitud: 4,259 km · Voltes: 72 · Distància de la cursa: 306,648 km · Guanyador 2020: · No va ser disputat                  |                      | Lliures 1                  | Lewis Hamilton  | Guanyador                  | Max Verstappen   |
| 13    | 3, 4 i 5 de setembre          | Gran Premi dels Països Baixos · Circuit de Zandvoort · Longitud: 4,259 km · Voltes: 72 · Distància de la cursa: 306,648 km · Guanyador 2020: · No va ser disputat                  | Lliures 2            | Charles Leclerc            | 2n lloc         | Lewis Hamilton             |                  |
| 13    | 3, 4 i 5 de setembre          | Gran Premi dels Països Baixos · Circuit de Zandvoort · Longitud: 4,259 km · Voltes: 72 · Distància de la cursa: 306,648 km · Guanyador 2020: · No va ser disputat                  | Lliures 3            | Max Verstappen             | 3r lloc         | Valtteri Bottas            |                  |
| 13    | 3, 4 i 5 de setembre          | Gran Premi dels Països Baixos · Circuit de Zandvoort · Longitud: 4,259 km · Voltes: 72 · Distància de la cursa: 306,648 km · Guanyador 2020: · No va ser disputat                  | Pole position        | Max Verstappen (1:08.885)  | Volta ràpida    | Lewis Hamilton (1:11.097)  |                  |
| 13    | 3, 4 i 5 de setembre          | Gran Premi dels Països Baixos · Circuit de Zandvoort · Longitud: 4,259 km · Voltes: 72 · Distància de la cursa: 306,648 km · Guanyador 2020: · No va ser disputat                  | Resultats complets   |                            |                 |                            |                  |
| 14    | 10, 11 i 12 de setembre       | Gran Premi d'Itàlia · Autodromo Nazionale di Monza · Longitud: 5,793 km · Voltes: 53 · Distància de la cursa: 306,720 km · Guanyador 2020: · Pierre Gasly - AlphaTauri             |                      | Lliures 1                  | Lewis Hamilton  | Guanyador                  | Daniel Ricciardo |
| 14    | 10, 11 i 12 de setembre       | Gran Premi d'Itàlia · Autodromo Nazionale di Monza · Longitud: 5,793 km · Voltes: 53 · Distància de la cursa: 306,720 km · Guanyador 2020: · Pierre Gasly - AlphaTauri             | Pole position Sprint | Valtteri Bottas            | 2n lloc         | Lando Norris               |                  |
| 14    | 10, 11 i 12 de setembre       | Gran Premi d'Itàlia · Autodromo Nazionale di Monza · Longitud: 5,793 km · Voltes: 53 · Distància de la cursa: 306,720 km · Guanyador 2020: · Pierre Gasly - AlphaTauri             | Lliures 2            | Lewis Hamilton             | 3r lloc         | Valtteri Bottas            |                  |
| 14    | 10, 11 i 12 de setembre       | Gran Premi d'Itàlia · Autodromo Nazionale di Monza · Longitud: 5,793 km · Voltes: 53 · Distància de la cursa: 306,720 km · Guanyador 2020: · Pierre Gasly - AlphaTauri             | Guanyador Sprint     | Valtteri Bottas            | Volta ràpida    | Daniel Ricciardo(1:24.812) |                  |
| 14    | 10, 11 i 12 de setembre       | Gran Premi d'Itàlia · Autodromo Nazionale di Monza · Longitud: 5,793 km · Voltes: 53 · Distància de la cursa: 306,720 km · Guanyador 2020: · Pierre Gasly - AlphaTauri             | Resultats complets   |                            |                 |                            |                  |
| 15    | 24, 25 i 26 de setembre       | Gran Premi de Rússia · Circuit urbà de Sotxi · Longitud: 5,848 km · Voltes: 53 · Distància de la cursa: 309,745 km · Guanyador 2020: · Valtteri Bottas - Mercedes                  |                      | Lliures 1                  | Valtteri Bottas | Guanyador                  | Lewis Hamilton   |
| 15    | 24, 25 i 26 de setembre       | Gran Premi de Rússia · Circuit urbà de Sotxi · Longitud: 5,848 km · Voltes: 53 · Distància de la cursa: 309,745 km · Guanyador 2020: · Valtteri Bottas - Mercedes                  | Lliures 2            | Valtteri Bottas            | 2n lloc         | Max Verstappen             |                  |
| 15    | 24, 25 i 26 de setembre       | Gran Premi de Rússia · Circuit urbà de Sotxi · Longitud: 5,848 km · Voltes: 53 · Distància de la cursa: 309,745 km · Guanyador 2020: · Valtteri Bottas - Mercedes                  | Lliures 3            | No es van celebrar         | 3r lloc         | Carlos Sainz Jr.           |                  |
| 15    | 24, 25 i 26 de setembre       | Gran Premi de Rússia · Circuit urbà de Sotxi · Longitud: 5,848 km · Voltes: 53 · Distància de la cursa: 309,745 km · Guanyador 2020: · Valtteri Bottas - Mercedes                  | Pole position        | Lando Norris (1:41.993)    | Volta ràpida    | Lando Norris (1:37.423)    |                  |
| 15    | 24, 25 i 26 de setembre       | Gran Premi de Rússia · Circuit urbà de Sotxi · Longitud: 5,848 km · Voltes: 53 · Distància de la cursa: 309,745 km · Guanyador 2020: · Valtteri Bottas - Mercedes                  | Resultats complets   |                            |                 |                            |                  |
| 16    | 8, 9 i 10 d'octubre           | Gran Premi de Turquia · Circuit d'Istambul · Longitud: 5,340 km · Voltes: 58 · Distància de la cursa: 309,720 km · Guanyador 2020: · Lewis Hamilton - Mercedes                     |                      | Lliures 1                  | Lewis Hamilton  | Guanyador                  | Valtteri Bottas  |
| 16    | 8, 9 i 10 d'octubre           | Gran Premi de Turquia · Circuit d'Istambul · Longitud: 5,340 km · Voltes: 58 · Distància de la cursa: 309,720 km · Guanyador 2020: · Lewis Hamilton - Mercedes                     | Lliures 2            | Lewis Hamilton             | 2n lloc         | Max Verstappen             |                  |
| 16    | 8, 9 i 10 d'octubre           | Gran Premi de Turquia · Circuit d'Istambul · Longitud: 5,340 km · Voltes: 58 · Distància de la cursa: 309,720 km · Guanyador 2020: · Lewis Hamilton - Mercedes                     | Lliures 3            | Pierre Gasly               | 3r lloc         | Sergio Pérez               |                  |
| 16    | 8, 9 i 10 d'octubre           | Gran Premi de Turquia · Circuit d'Istambul · Longitud: 5,340 km · Voltes: 58 · Distància de la cursa: 309,720 km · Guanyador 2020: · Lewis Hamilton - Mercedes                     | Pole position        | Valtteri Bottas (1:22.998) | Volta ràpida    | Valtteri Bottas (1:30.456) |                  |
| 16    | 8, 9 i 10 d'octubre           | Gran Premi de Turquia · Circuit d'Istambul · Longitud: 5,340 km · Voltes: 58 · Distància de la cursa: 309,720 km · Guanyador 2020: · Lewis Hamilton - Mercedes                     | Resultats complets   |                            |                 |                            |                  |
| 17    | 22, 23 i 24 d'octubre         | Gran Premi dels Estats Units · Circuit de les Amèriques · Longitud: 5,513 km · Voltes: 56 · Distància de la cursa: 308,405 km · Guanyador 2020: · No va ser disputat               |                      | Lliures 1                  | Valtteri Bottas | Guanyador                  | Max Verstappen   |
| 17    | 22, 23 i 24 d'octubre         | Gran Premi dels Estats Units · Circuit de les Amèriques · Longitud: 5,513 km · Voltes: 56 · Distància de la cursa: 308,405 km · Guanyador 2020: · No va ser disputat               | Lliures 2            | Sergio Pérez               | 2n lloc         | Lewis Hamilton             |                  |
| 17    | 22, 23 i 24 d'octubre         | Gran Premi dels Estats Units · Circuit de les Amèriques · Longitud: 5,513 km · Voltes: 56 · Distància de la cursa: 308,405 km · Guanyador 2020: · No va ser disputat               | Lliures 3            | Sergio Pérez               | 3r lloc         | Sergio Pérez               |                  |
| 17    | 22, 23 i 24 d'octubre         | Gran Premi dels Estats Units · Circuit de les Amèriques · Longitud: 5,513 km · Voltes: 56 · Distància de la cursa: 308,405 km · Guanyador 2020: · No va ser disputat               | Pole position        | Max Verstappen (1:32.910)  | Volta ràpida    | Lewis Hamilton (1:38.485)  |                  |
| 17    | 22, 23 i 24 d'octubre         | Gran Premi dels Estats Units · Circuit de les Amèriques · Longitud: 5,513 km · Voltes: 56 · Distància de la cursa: 308,405 km · Guanyador 2020: · No va ser disputat               | Resultats complets   |                            |                 |                            |                  |
| 18    | 5, 6 i 7 de novembre          | Gran Premi de Mèxic · Autódromo Hermanos Rodríguez · Longitud: 4,304 km · Voltes: 71 · Distància de la cursa: 305,354 km · Guanyador 2020: · No va ser disputat                    |                      | Lliures 1                  | Valtteri Bottas | Guanyador                  | Max Verstappen   |
| 18    | 5, 6 i 7 de novembre          | Gran Premi de Mèxic · Autódromo Hermanos Rodríguez · Longitud: 4,304 km · Voltes: 71 · Distància de la cursa: 305,354 km · Guanyador 2020: · No va ser disputat                    | Lliures 2            | Max Verstappen             | 2n lloc         | Lewis Hamilton             |                  |
| 18    | 5, 6 i 7 de novembre          | Gran Premi de Mèxic · Autódromo Hermanos Rodríguez · Longitud: 4,304 km · Voltes: 71 · Distància de la cursa: 305,354 km · Guanyador 2020: · No va ser disputat                    | Lliures 3            | Sergio Pérez               | 3r lloc         | Sergio Pérez               |                  |
| 18    | 5, 6 i 7 de novembre          | Gran Premi de Mèxic · Autódromo Hermanos Rodríguez · Longitud: 4,304 km · Voltes: 71 · Distància de la cursa: 305,354 km · Guanyador 2020: · No va ser disputat                    | Pole position        | Valtteri Bottas (1:15.875) | Volta ràpida    | Valtteri Bottas (1:17.774) |                  |
| 18    | 5, 6 i 7 de novembre          | Gran Premi de Mèxic · Autódromo Hermanos Rodríguez · Longitud: 4,304 km · Voltes: 71 · Distància de la cursa: 305,354 km · Guanyador 2020: · No va ser disputat                    | Resultats complets   |                            |                 |                            |                  |
| 19    | 12, 13 i 14 de novembre       | Gran Premi de São Paulo · Circuit José Carlos Pace · Longitud: 4,309 km · Voltes: 71 · Distància de la cursa: 305,879 km · Guanyador 2020: · No va ser disputat                    |                      | Lliures 1                  | Lewis Hamilton  | Guanyador                  | Lewis Hamilton   |
| 19    | 12, 13 i 14 de novembre       | Gran Premi de São Paulo · Circuit José Carlos Pace · Longitud: 4,309 km · Voltes: 71 · Distància de la cursa: 305,879 km · Guanyador 2020: · No va ser disputat                    | Pole position Sprint | Lewis Hamilton             | 2n lloc         | Max Verstappen             |                  |
| 19    | 12, 13 i 14 de novembre       | Gran Premi de São Paulo · Circuit José Carlos Pace · Longitud: 4,309 km · Voltes: 71 · Distància de la cursa: 305,879 km · Guanyador 2020: · No va ser disputat                    | Lliures 2            | Fernando Alonso            | 3r lloc         | Valtteri Bottas            |                  |
| 19    | 12, 13 i 14 de novembre       | Gran Premi de São Paulo · Circuit José Carlos Pace · Longitud: 4,309 km · Voltes: 71 · Distància de la cursa: 305,879 km · Guanyador 2020: · No va ser disputat                    | Guanyador Sprint     | Valtteri Bottas            | Volta ràpida    | Sergio Pérez (1:11.010)    |                  |
| 19    | 12, 13 i 14 de novembre       | Gran Premi de São Paulo · Circuit José Carlos Pace · Longitud: 4,309 km · Voltes: 71 · Distància de la cursa: 305,879 km · Guanyador 2020: · No va ser disputat                    | Resultats complets   |                            |                 |                            |                  |
| 20    | 19, 20 i 21 de novembre       | Gran Premi de Qatar · Circuit Internacional de Losail Longitud: 5,380 km · Voltes: 57 · Distància de la cursa: 306,660 km · Guanyador 2020: · Primera edició                       |                      | Lliures 1                  | Max Verstappen  | Guanyador                  | Lewis Hamilton   |
| 20    | 19, 20 i 21 de novembre       | Gran Premi de Qatar · Circuit Internacional de Losail Longitud: 5,380 km · Voltes: 57 · Distància de la cursa: 306,660 km · Guanyador 2020: · Primera edició                       | Lliures 2            | Valtteri Bottas            | 2n lloc         | Max Verstappen             |                  |
| 20    | 19, 20 i 21 de novembre       | Gran Premi de Qatar · Circuit Internacional de Losail Longitud: 5,380 km · Voltes: 57 · Distància de la cursa: 306,660 km · Guanyador 2020: · Primera edició                       | Lliures 3            | Valtteri Bottas            | 3r lloc         | Fernando Alonso            |                  |
| 20    | 19, 20 i 21 de novembre       | Gran Premi de Qatar · Circuit Internacional de Losail Longitud: 5,380 km · Voltes: 57 · Distància de la cursa: 306,660 km · Guanyador 2020: · Primera edició                       | Pole position        | Lewis Hamilton (1:20.827)  | Volta ràpida    | Max Verstappen (1:23.196)  |                  |
| 20    | 19, 20 i 21 de novembre       | Gran Premi de Qatar · Circuit Internacional de Losail Longitud: 5,380 km · Voltes: 57 · Distància de la cursa: 306,660 km · Guanyador 2020: · Primera edició                       | Resultats complets   |                            |                 |                            |                  |
| 21    | 3, 4 i 5 de desembre          | Gran Premi de l'Aràbia Saudita Circuit urbà de Jiddah Longitud: 6,175 km Voltes: 50 Distància de la cursa: 308,750 km Guanyador 2020: Primera edició                               |                      | Lliures 1                  | Lewis Hamilton  | Guanyador                  | Lewis Hamilton   |
| 21    | 3, 4 i 5 de desembre          | Gran Premi de l'Aràbia Saudita Circuit urbà de Jiddah Longitud: 6,175 km Voltes: 50 Distància de la cursa: 308,750 km Guanyador 2020: Primera edició                               | Lliures 2            | Lewis Hamilton             | 2n lloc         | Max Verstappen             |                  |
| 21    | 3, 4 i 5 de desembre          | Gran Premi de l'Aràbia Saudita Circuit urbà de Jiddah Longitud: 6,175 km Voltes: 50 Distància de la cursa: 308,750 km Guanyador 2020: Primera edició                               | Lliures 3            | Max Verstappen             | 3r lloc         | Valtteri Bottas            |                  |
| 21    | 3, 4 i 5 de desembre          | Gran Premi de l'Aràbia Saudita Circuit urbà de Jiddah Longitud: 6,175 km Voltes: 50 Distància de la cursa: 308,750 km Guanyador 2020: Primera edició                               | Pole position        | Lewis Hamilton (1:27.511)  | Volta ràpida    | Lewis Hamilton (1:30.734)  |                  |
| 21    | 3, 4 i 5 de desembre          | Gran Premi de l'Aràbia Saudita Circuit urbà de Jiddah Longitud: 6,175 km Voltes: 50 Distància de la cursa: 308,750 km Guanyador 2020: Primera edició                               | Resultats complets   |                            |                 |                            |                  |
| 22    | 10, 11 i 12 de desembre       | Gran Premi d'Abu Dhabi · Circuit Yas Marina · Longitud: 5,554 km · Voltes: 55 · Distància de la cursa: 305,355 km · Guanyador 2020: · Max Verstappen - Red Bull                    |                      | Lliures 1                  | Max Verstappen  | Guanyador                  | Max Verstappen   |
| 22    | 10, 11 i 12 de desembre       | Gran Premi d'Abu Dhabi · Circuit Yas Marina · Longitud: 5,554 km · Voltes: 55 · Distància de la cursa: 305,355 km · Guanyador 2020: · Max Verstappen - Red Bull                    | Lliures 2            | Lewis Hamilton             | 2n lloc         | Lewis Hamilton             |                  |
| 22    | 10, 11 i 12 de desembre       | Gran Premi d'Abu Dhabi · Circuit Yas Marina · Longitud: 5,554 km · Voltes: 55 · Distància de la cursa: 305,355 km · Guanyador 2020: · Max Verstappen - Red Bull                    | Lliures 3            | Lewis Hamilton             | 3r lloc         | Carlos Sainz Jr.           |                  |
| 22    | 10, 11 i 12 de desembre       | Gran Premi d'Abu Dhabi · Circuit Yas Marina · Longitud: 5,554 km · Voltes: 55 · Distància de la cursa: 305,355 km · Guanyador 2020: · Max Verstappen - Red Bull                    | Pole position        | Max Verstappen (1:22.109)  | Volta ràpida    | Max Verstappen (1:26.103)  |                  |
| 22    | 10, 11 i 12 de desembre       | Gran Premi d'Abu Dhabi · Circuit Yas Marina · Longitud: 5,554 km · Voltes: 55 · Distància de la cursa: 305,355 km · Guanyador 2020: · Max Verstappen - Red Bull                    | Resultats complets   |                            |                 |                            |                  |
| Font: |                               | |                      |                            |                 |                            |                  |

Font:  Fórmula 1.

## Puntuacions
| Posició | 1r | 2n | 3r | 4t | 5è | 6è | 7è | 8è | 9è | 10è |
| Punts   | 25 | 18 | 15 | 12 | 10 | 8  | 6  | 4  | 2  | 1   |

### Campionat de pilots
| 1     | 33  | Max Verstappen     | 2   | 1   | 2   | 2   | 1   | 18† | 1   | 1   | 1   | Ret | 9   | 1   | 1   | Ret | 2   | 2   | 1   | 1   | 2   | 2   | 2   | 1   | 395.5 |
| 2     | 44  | Lewis Hamilton     | 1   | 2   | 1   | 1   | 7   | 15  | 2   | 2   | 4   | 1   | 2   | 3   | 2   | Ret | 1   | 5   | 2   | 2   | 1   | 1   | 1   | 2   | 387.5 |
| 3     | 77  | Valtteri Bottas    | 3   | Ret | 3   | 3   | Ret | 12  | 4   | 3   | 2   | 3   | Ret | 12  | 3   | 3   | 5   | 1   | 6   | 15  | 3   | Ret | 3   | 6   | 226   |
| 4     | 11  | Sergio Pérez       | 5   | 11  | 4   | 5   | 4   | 1   | 3   | 4   | 6   | 16  | Ret | 19  | 8   | 5   | 9   | 3   | 3   | 3   | 4   | 4   | Ret | 15  | 190   |
| 5     | 55  | Carlos Sainz Jr.   | 8   | 5   | 11  | 7   | 2   | 8   | 11  | 6   | 5   | 6   | 3   | 10  | 7   | 6   | 3   | 8   | 7   | 6   | 6   | 7   | 8   | 3   | 164.5 |
| 6     | 4   | Lando Norris       | 4   | 3   | 5   | 8   | 3   | 5   | 5   | 5   | 3   | 4   | Ret | 14  | 10  | 2   | 7   | 7   | 8   | 10  | 10  | 9   | 10  | 7   | 160   |
| 7     | 16  | Charles Leclerc    | 6   | 4   | 6   | 4   | NVC | 4   | 16  | 7   | 8   | 2   | Ret | 8   | 5   | 4   | 15  | 4   | 4   | 5   | 5   | 8   | 7   | 10  | 159   |
| 8     | 3   | Daniel Ricciardo   | 7   | 6   | 9   | 6   | 12  | 9   | 6   | 13  | 7   | 5   | 11  | 4   | 11  | 1   | 4   | 13  | 5   | 12  | Ret | 12  | 5   | 13  | 115   |
| 9     | 10  | Pierre Gasly       | 17† | 7   | 10  | 10  | 6   | 3   | 7   | Ret | 9   | 11  | 5   | 6   | 4   | Ret | 13  | 6   | Ret | 4   | 7   | 11  | 6   | 5   | 110   |
| 10    | 14  | Fernando Alonso    | Ret | 10  | 8   | 17  | 13  | 6   | 8   | 9   | 10  | 7   | 4   | 11  | 6   | 8   | 6   | 16  | Ret | 9   | 8   | 3   | 13  | 8   | 81    |
| 11    | 31  | Esteban Ocon       | 13  | 9   | 7   | 9   | 9   | Ret | 14  | 14  | Ret | 9   | 1   | 7   | 9   | 10  | 14  | 10  | Ret | 13  | 9   | 5   | 4   | 9   | 74    |
| 12    | 5   | Sebastian Vettel   | 15  | 15† | 13  | 13  | 5   | 2   | 9   | 12  | 17† | Ret | DSQ | 5   | 13  | 12  | 12  | 18  | 10  | 7   | 11  | 10  | Ret | 11  | 43    |
| 13    | 18  | Lance Stroll       | 10  | 8   | 14  | 11  | 8   | Ret | 10  | 8   | 13  | 8   | Ret | 20  | 12  | 7   | 11  | 9   | 12  | 14  | Ret | 6   | 11  | 13  | 34    |
| 14    | 22  | Yuki Tsunoda       | 9   | 12  | 15  | Ret | 16  | 7   | 13  | 10  | 12  | 10  | 6   | 15  | Ret | NVC | 17  | 14  | 9   | Ret | 15  | 13  | 14  | 4   | 32    |
| 15    | 63  | George Russell     | 14  | Ret | 16  | 14  | 14  | 17† | 12  | Ret | 11  | 12  | 8   | 2   | 17  | 9   | 10  | 15  | 14  | 16  | 13  | 17  | Ret | Ret | 16    |
| 16    | 7   | Kimi Räikkönen     | 11  | 13  | Ret | 12  | 11  | 10  | 17  | 11  | 15  | 15  | 10  | 18  | LES | LES | 8   | 12  | 13  | 8   | 12  | 14  | 15  | Ret | 10    |
| 17    | 6   | Nicholas Latifi    | 18† | Ret | 18  | 16  | 15  | 16  | 18  | 17  | 16  | 14  | 7   | 9   | 16  | 11  | 19† | 17  | 15  | 17  | 16  | Ret | 12  | Ret | 7     |
| 18    | 99  | Antonio Giovinazzi | 12  | 14  | 12  | 15  | 10  | 11  | 15  | 15  | 14  | 13  | 14  | 13  | 14  | 13  | 16  | 11  | 11  | 11  | 14  | 15  | 9   | Ret | 3     |
| 19    | 47  | Mick Schumacher    | 16  | 16  | 17  | 18  | 18  | 13  | 19  | 16  | 18  | 18  | 13  | 16  | 18  | 15  | Ret | 19  | 16  | Ret | 18  | 16  | Ret | 14  | 0     |
| 20    | 88  | Robert Kubica      |     |     |     |     |     |     |     |     |     |     |     |     | 15  | 14  |     |     |     |     |     |     |     |     | 0     |
| 21    | 9   | Nikita Mazepin     | Ret | 17  | 19  | 19  | 17  | 14  | 20  | 18  | 19  | 17  | Ret | 17  | Ret | Ret | 18  | 20  | 17  | 18  | 17  | 18  | Ret | Ret | 0     |
| Pos.  | No. | Pilot              | BHR | EMI | POR | ESP | MON | AZE | FRA | EST | AUT | GBR | HON | BEL | NED | ITA | RUS | TUR | USA | MEX | SAO | QAT | ARA | ABU | Punts |
| Font: |     |                    |     |     |     |     |     |     |     |     |     |     |     |     |     |     |     |     |     |     |     |     |     |     |       |

| Color   | Resultat                       |
| ------- | ------------------------------ |
| Or      | Guanyador                      |
| Argent  | 2n lloc                        |
| Bronze  | 3r lloc                        |
| Verd    | Va acabar sumant punts         |
| Blau    | Va acabar sense sumar punts    |
| Blau    | No classificat (NC)            |
| Porpra  | Es retirà (Ret o DNF)          |
| Vermell | No qualificat (NQ o DNQ)       |
| Vermell | No pre-qualificat (NPQ o DNPQ) |
| Negre   | Desqualificat (DSQ)            |
| Blanc   | No va començar (NVC o DNS)     |
| Blanc   | Abandonà (AB o WD)             |
| Blanc   | Retirat per lesió (LES)        |
| Blanc   | Cursa cancel·lada (C)          |
| Gris    | No va entrenar (NE o DNP)      |
| Gris    | No va arribar (NA o DNA)       |
| Gris    | Exclòs (EX)                    |

### Estadístiques del Campionat de Pilots
| Pos. | Pilot              | Escudería    | Grans Premis | Victòries | Podis | Poles | Voltes ràpides | Voltes liderades | Punts |
| ---- | ------------------ | ------------ | ------------ | --------- | ----- | ----- | -------------- | ---------------- | ----- |
| 1    | Max Verstappen     | Red Bull     | 22           | 10        | 18    | 10    | 6              | 646              | 395.5 |
| 2    | Lewis Hamilton     | Mercedes     | 22           | 8         | 17    | 5     | 6              | 292              | 387.5 |
| 3    | Valtteri Bottas    | Mercedes     | 22           | 1         | 11    | 4     | 4              | 78               | 203   |
| 4    | Sergio Pérez       | Red Bull     | 22           | 1         | 5     |       | 2              | 47               | 190   |
| 5    | Carlos Sainz Jr.   | Ferrari      | 22           |           | 4     |       |                | 12               | 164.5 |
| 6    | Lando Norris       | McLaren      | 22           |           | 4     | 1     | 1              | 31               | 160   |
| 7    | Charles Leclerc    | Ferrari      | 22           |           | 1     | 2     |                | 60               | 159   |
| 8    | Daniel Ricciardo   | McLaren      | 22           | 1         | 1     |       | 1              | 48               | 115   |
| 9    | Pierre Gasly       | AlphaTauri   | 22           |           | 1     |       | 1              |                  | 110   |
| 10   | Fernando Alonso    | Alpine       | 22           |           | 1     |       |                | 2                | 81    |
| 11   | Esteban Ocon       | Alpine       | 22           | 1         | 1     |       |                | 65               | 74    |
| 12   | Sebastian Vettel   | Aston Martin | 22           |           | 1     |       |                | 4                | 43    |
| 13   | Lance Stroll       | Aston Martin | 22           |           |       |       |                |                  | 34    |
| 14   | Yuki Tsunoda       | AlphaTauri   | 22           |           |       |       |                |                  | 32    |
| 15   | George Russell     | Williams     | 22           |           | 1     |       |                |                  | 16    |
| 16   | Kimi Räikkönen     | Alfa Romeo   | 20           |           |       |       |                |                  | 10    |
| 17   | Nicholas Latifi    | Williams     | 22           |           |       |       |                |                  | 7     |
| 18   | Antonio Giovinazzi | Alfa Romeo   | 22           |           |       |       |                |                  | 3     |
| 19   | Mick Schumacher    | Haas         | 22           |           |       |       |                |                  |       |
| 20   | Robert Kubica      | Alfa Romeo   | 2            |           |       |       |                |                  |       |
| 21   | Nikita Mazepin     | Haas         | 21           |           |       |       |                |                  |       |

### Campionat de Constructors
| 1     | Mercedes              | 44    | 1   | 2   | 1   | 1   | 7   | 15  | 2   | 2   | 4   | 1   | 2   | 3   | 2   | Ret | 1   | 5   | 2   | 2   | 1   | 1   | 1   | 2   | 613.5 |
| 1     | Mercedes              | 77    | 3   | Ret | 3   | 3   | Ret | 12  | 4   | 3   | 2   | 3   | Ret | 12  | 3   | 3   | 5   | 1   | 6   | 15  | 3   | Ret | 3   | 6   | 613.5 |
| 2     | Red Bull-Honda        | 33    | 2   | 1   | 2   | 2   | 1   | 18† | 1   | 1   | 1   | Ret | 9   | 1   | 1   | Ret | 2   | 2   | 1   | 1   | 2   | 2   | 2   | 1   | 585.5 |
| 2     | Red Bull-Honda        | 11    | 5   | 11  | 4   | 5   | 4   | 1   | 3   | 4   | 6   | 16  | Ret | 19  | 8   | 5   | 9   | 3   | 3   | 3   | 4   | 4   | Ret | 15† | 585.5 |
| 3     | Ferrari               | 16    | 6   | 4   | 6   | 4   | NVC | 4   | 16  | 7   | 8   | 2   | Ret | 8   | 5   | 4   | 15  | 4   | 4   | 5   | 5   | 8   | 7   | 10  | 323.5 |
| 3     | Ferrari               | 55    | 8   | 5   | 11  | 7   | 2   | 8   | 11  | 6   | 5   | 6   | 3   | 10  | 7   | 6   | 3   | 8   | 7   | 6   | 6   | 7   | 8   | 3   | 323.5 |
| 4     | McLaren-Mercedes      | 4     | 4   | 3   | 5   | 8   | 3   | 5   | 5   | 5   | 3   | 4   | Ret | 14  | 4   | 2   | 7   | 7   | 8   | 10  | 10  | 9   | 10  | 7   | 275   |
| 4     | McLaren-Mercedes      | 3     | 7   | 6   | 9   | 6   | 12  | 9   | 6   | 13  | 7   | 5   | 11  | 4   | 11  | 1   | 4   | 13  | 5   | 12  | Ret | 12  | 5   | 12  | 275   |
| 5     | Alpine-Renault        | 31    | 13  | 9   | 7   | 9   | 9   | Ret | 14  | 14  | Ret | 9   | 1   | 7   | 9   | 10  | 14  | 10  | Ret | 13  | 9   | 5   | 4   | 9   | 155   |
| 5     | Alpine-Renault        | 14    | Ret | 10  | 8   | 17  | 13  | 6   | 8   | 9   | 10  | 7   | 4   | 11  | 6   | 8   | 6   | 16  | Ret | 9   | 8   | 3   | 13  | 8   | 155   |
| 6     | AlphaTauri-Honda      | 10    | 17† | 7   | 10  | 10  | 6   | 3   | 7   | Ret | 9   | 11  | 5   | 6   | 4   | Ret | 13  | 6   | Ret | 4   | 7   | 11  | 6   | 5   | 142   |
| 6     | AlphaTauri-Honda      | 22    | 9   | 12  | 15  | Ret | 16  | 7   | 13  | 10  | 12  | 10  | 6   | 15  | Ret | NVC | 17  | 14  | 9   | Ret | 15  | 13  | 14  | 4   | 142   |
| 7     | Aston Martin-Mercedes | 18    | 10  | 8   | 14  | 11  | 8   | Ret | 10  | 8   | 13  | 8   | Ret | 20  | 12  | 7   | 11  | 9   | 12  | 14  | Ret | 6   | 11  | 13  | 77    |
| 7     | Aston Martin-Mercedes | 5     | 15  | 15† | 13  | 13  | 5   | 2   | 9   | 12  | 17† | Ret | DSQ | 5   | 13  | 12  | 12  | 18  | 10  | 7   | 11  | 10  | Ret | 11  | 77    |
| 8     | Williams-Mercedes     | 63    | 14  | Ret | 16  | 14  | 14  | 17† | 12  | Ret | 11  | 12  | 8   | 2   | 17  | 9   | 10  | 15  | 14  | 16  | 13  | 17  | Ret | Ret | 23    |
| 8     | Williams-Mercedes     | 6     | 18† | Ret | 18  | 16  | 15  | 16  | 18  | 17  | 16  | 14  | 7   | 9   | 16  | 11  | 19† | 17  | 15  | 17  | 16  | Ret | 12  | Ret | 23    |
| 9     | Alfa Romeo-Ferrari    | 7     | 11  | 13  | Ret | 12  | 11  | 10  | 17  | 11  | 15  | 15  | 10  | 18  | LES | LES | 8   | 12  | 13  | 8   | 12  | 14  | 15  | Ret | 13    |
| 9     | Alfa Romeo-Ferrari    | 88    |     |     |     |     |     |     |     |     |     |     |     |     | 15  | 14  |     |     |     |     |     |     |     |     | 13    |
| 9     | Alfa Romeo-Ferrari    | 99    | 12  | 14  | 12  | 15  | 10  | 11  | 15  | 15  | 14  | 13  | 13  | 13  | 14  | 13  | 16  | 11  | 11  | 11  | 14  | 15  | 9   | Ret | 13    |
| 10    | Haas-Ferrari          | 47    | 16  | 16  | 17  | 18  | 18  | 13  | 19  | 16  | 18  | 18  | 12  | 16  | 18  | 15  | Ret | 19  | 16  | Ret | 18  | 16  | Ret | 12  | 0     |
| 10    | Haas-Ferrari          | 9     | Ret | 17  | 19  | 19  | 17  | 14  | 20  | 18  | 19  | 17  | Ret | 17  | Ret | Ret | 18  | 20  | 17  | 18  | 17  | 18  | Ret | LES | 0     |
| Pos.  | No.                   | Pilot | BHR | EMI | POR | ESP | MON | AZE | FRA | EST | AUT | GBR | HON | BEL | NED | ITA | RUS | TUR | USA | MEX | SAO | QAT | ARA | ABU | Punts |
| Font: |                       |       |     |     |     |     |     |     |     |     |     |     |     |     |     |     |     |     |     |     |     |     |     |     |       |

| Color   | Resultat                       |
| ------- | ------------------------------ |
| Or      | Guanyador                      |
| Argent  | 2n lloc                        |
| Bronze  | 3r lloc                        |
| Verd    | Va acabar sumant punts         |
| Blau    | Va acabar sense sumar punts    |
| Blau    | No classificat (NC)            |
| Porpra  | Es retirà (Ret o DNF)          |
| Vermell | No qualificat (NQ o DNQ)       |
| Vermell | No pre-qualificat (NPQ o DNPQ) |
| Negre   | Desqualificat (DSQ)            |
| Blanc   | No va començar (NVC o DNS)     |
| Blanc   | Abandonà (AB o WD)             |
| Blanc   | Retirat per lesió (LES)        |
| Blanc   | Cursa cancel·lada (C)          |
| Gris    | No va entrenar (NE o DNP)      |
| Gris    | No va arribar (NA o DNA)       |
| Gris    | Exclòs (EX)                    |

### Estadístiques del Campionat de Constructors
| Pos. | Constructor  | Xassís                       | Motor    | Grans Premis | Victòries | Podis | Poles | Voltes ràpides | Voltes liderades | Punts |
| ---- | ------------ | ---------------------------- | -------- | ------------ | --------- | ----- | ----- | -------------- | ---------------- | ----- |
| 1    | Mercedes     | Mercedes AMG F1 W12 E Power+ | Mercedes | 22           | 9         | 25    | 8     | 9              | 245              | 613.5 |
| 2    | Red Bull     | Red Bull RB16B               | Honda    | 22           | 11        | 21    | 9     | 7              | 655              | 585.5 |
| 3    | Ferrari      | Ferrari SF21                 | Ferrari  | 22           |           | 4     | 2     |                | 72               | 323.5 |
| 4    | McLaren      | McLaren MCL35M               | Mercedes | 22           | 1         | 5     | 1     | 2              | 79               | 275   |
| 5    | Alpine       | Alpine A521                  | Renault  | 22           | 1         | 2     |       |                | 67               | 155   |
| 6    | AlphaTauri   | AlphaTauri AT02              | Honda    | 22           |           | 1     |       | 1              |                  | 142   |
| 7    | Aston Martin | Aston Martin AMR21           | Mercedes | 22           |           | 1     |       |                | 4                | 77    |
| 8    | Williams     | Williams FW43B               | Mercedes | 22           |           | 1     |       |                |                  | 23    |
| 9    | Alfa Romeo   | Alfa Romeo C41               | Ferrari  | 22           |           |       |       |                |                  | 13    |
| 10   | Haas         | Haas VF-21                   | Ferrari  | 22           |           |       |       |                |                  |       |